# 卡姆亞尼斯泰
49°44′43″N 25°6′22″E / 49.74528°N 25.10611°E
卡姆亞尼斯泰（羅馬化：Kamianyste）是烏克蘭西部的村莊，隸屬利維夫州的佐洛奇夫區。該村面積0.52平方公里，海拔高度383米，2001年人口67，人口密度每平方公里129.59人。